# 千葉県立袖ヶ浦高等学校
千葉県立袖ヶ浦高等学校（ちばけんりつ そでがうらこうとうがっこう）は、千葉県袖ケ浦市神納にある県立高等学校。
通称は「袖高」（そでこう）。
2011年度より、新たに「情報コミュニケーション科」を開設した。

## 沿革
- 1976年4月15日 - 開校。
- 2011年4月1日 - 情報コミュニケーション科を新設。

## 情報コミュニケーション科
2011年に設立された、情報について取り扱う学科であり、定員は40名。
日本の公立学校では初めてiPadを導入した。

## 交通
- JR袖ケ浦駅より
  - 日東交通 のぞみ野・平岡線で、「袖ヶ浦高校前」停留所下車。
  - 徒歩25分

## 部活動
| 運動系 - バスケットボール部（男・女） - サッカー部 - 柔道部 - 野球部 - 陸上競技部 - 卓球部 - ソフトテニス部（男・女） - バドミントン部（男・女） - 剣道部 - 男子新体操部 - 弓道部 - 空手道部 - バレーボール部（男・女） - 硬式テニス同好会 | 文化系 - 音楽部 - 吹奏楽部 - 書道部 - 華道部 - 茶道部 - 演劇部 - 科学部 - 美術部 - 写真部 - 情報コミュニケーション部 - 英語研究同好会 - ボランティア同好会 |

## 著名な卒業生
- カジヒデキ（シンガー・元ブリッジ）
- 岡﨑広平（ギタリスト・GOOD ON THE REEL）
- 吉田裕一（建築家）
- 鈴木瑛美子(歌手）
- 川上理枝（スタイリスト）